# Втрати 53-ї окремої механізованої бригади
У статті описано деталі загибелі бійців 53-ї окремої механізованої бригади.

## 2015
1. Луцишин Володимир Володимирович, старший солдат, 9 травня 2015, Червоний Жовтень Станично-Луганського району
2. Дуриба Ярослав Васильович, старший солдат, 15 травня 2015, смт Станиця Луганська.
3. Перепелиця Денис Сергійович, солдат, 19 травня 2015, Катеринівка Попаснянського району
4. Жук Юрій Сергійович, солдат, 17 червня, Верхньоторецьке Ясинуватського району
5. Ігнатов Олександр Миколайович, солдат, 18 серпня 2015, помер від поранень
6. Бац Артем Олександрович, солдат, 10 жовтня 2015, Новоселівка Друга[1]
7. Котвіцький Руслан Ростиславович, 24 жовтня 2015 року у Донецькій області під час виконання бойового завдання,
8. сержант Ільченко Сергій Васильович, 25 жовтня 2015, Кам'янка Ясинуватського району.
9. молодший сержант Задорожній Віктор Володимирович, 25 жовтня 2015, Кам'янка Ясинуватського району[2].
10. солдат Бартиш Сергій Петрович, 28 жовтня 2015, Верхньоторецьке
11. Кравченко Віталій Миколайович, капітан, 31 жовтня 2015, Авдіївка, Донецька область
12. Труш Володимир Васильович, капітан, 31 жовтня 2015, Авдіївка, Донецька область
13. Бабій Віталій Володимирович, старший солдат, 13 листопада 2015, Верхньоторецьке
14. Капелюха Сергій Вікторович, солдат, 14 листопада 2015, помер від поранень
15. Біровчак Юрій Юрійович, старший солдат, 26 листопада 2015, помер біля села Кам'янка Ясинуватського району

## 2016
1. солдат Денисов Олександр Володимирович, помер 14 січня 2016 під час несення військової служби у Дніпропетровській області[3]
2. Козачук Антон Анатолійович, солдат, 27 лютого 2016[4]
3. старший сержант Лівик Анатолій Миколайович, 27 лютого 2016, помер внаслідок відриву тромбу[5]
4. прапорщик Чельма Володимир Володимирович, 2 березня 2016, помер від поранень[6]
5. капітан Заяць Володимир Михайлович, 17 березня 2016, зупинка серця[7]
6. солдат Вітер Вадим Миколайович, 26 березня 2016, загинув на полігоні «Широкий лан»[8]
7. молодший сержант Біленький Андрій Михайлович, 20 квітня 2016[9]
8. солдат Сологуб Роман Михайлович, 23 квітня 2016[10]
9. солдат Ментинський Юрій Михайлович, 24 квітня 2016[11]
10. Пазюн Василь Васильович, солдат, 7 травня 2016, помер від зупинки серця
11. Юречко Микола Васильович, солдат, 9 травня 2016[12]
12. Чемерицький Григорій Петрович, солдат, 19 травня 2016[13]
13. солдат Бочаров Олександр Вікторович, 25 травня 2016[14]
14. 31 травня 2016, старший сержант Фіцкалинець Василь Васильович, бої під Горлівкою
15. 4 червня 2016, старший солдат Мазур Леонід Сергійович[15]
16. 5 червня 2016, солдат Медведь Ігор Миколайович, бої під Горлівкою
17. Тернопільський Валерій Валерійович, солдат, 10 червня 2016, бої під Горлівкою
18. 19 червня 2016, солдат Варга Василь Васильович, бої під Горлівкою
19. 4 липня 2016, лейтенант Житніков Ярослав Володимирович, помер від поранень
20. 12 липня 2016, солдат Месеча Сергій Олександрович, бої під Горлівкою
21. 16 липня 2016, солдат Рій Василь Іванович[16]
22. 18 липня 2016, молодший лейтенант Вовченко Володимир Миколайович, бої під Горлівкою
23. 18 липня 2016, старший солдат Грабчак Олег Вікторович, бої під Горлівкою
24. 18 липня 2016, солдат Літовко Микола Валентинович, бої під Горлівкою
25. 18 липня 2016, капітан Швець Олександр Олексійович, бої під Горлівкою
26. 28 липня 2016, солдат Кушнір Ігор Леонідович, Зайцеве[17]
27. 29 липня 2016, солдат Юсубов Руслан Бакірович, помер від поранень[18]
28. 13 серпня 2016, солдат Шумак Максим Васильович, помер від поранень, бої за Горлівку
29. 18 серпня 2016, Долженко Михайло Олександрович, солдат, бої за Горлівку
30. 19 серпня 2016, старший солдат Хоптяр Сергій Вікторович, бої під Горлівкою
31. 27 серпня 2016, молодший сержант Вознюк Сергій Віталійович, бої під Горлівкою
32. 3 вересня 2016, старшина Заболотний Микола Петрович, помер внаслідок серцево-легеневої недостатності[19].
33. 10 вересня 2016, сержант Сідельніков Олексій Анатолійович, Торецьк[20]
34. 23 вересня 2016, старший солдат Жабіцький Ілля Миколайович, бої під Горлівкою
35. Неумивакін Дмитро Олександрович, сержант, 27 вересня 2016, помер в полоні (дата не точна)[21]
36. 30 вересня 2016, молодший сержант Щербина Роман Іванович[22]
37. 6 жовтня 2016, старшина Бабенко Валентин Олександрович[23]
38. 8 жовтня 2016, молодший сержант Корнєєв Сергій Миколайович[24]
39. 20 жовтня 2016, сержант Пульний Олександр Прокофійович[25]

## 2017
1. 13 квітня 2017, старший солдат Сургучова Аліна Ігорівна, Бахмут[26]
2. 9 травня 2017, солдат Кочубей Денис Миколайович, помер від поранень
3. 11 травня 2017, старший солдат Ліптуга Олександр Сергійович, Луганське
4. 2 червня 2017, старший лейтенант Маріанчук Вадим Валерійович, Васюківка (Бахмутський район)[27]

## 2018
1. 20 квітня 2018, солдат Матус Олександр Васильович; бої за Бахмутку
2. 29 квітня 2018, старший солдат Бондар Олександр Олександрович[28]
3. солдат Ігор Петров, 14 червня 2018[29].
4. 28 липня 2018, старший солдат Юрій Дженжера, загинув в районі с. Кримське, внаслідок атаки ДРГ РФ.[30]
5. 28 липня 2018, стрілець-помічник гранатометника Василь Плотніков, загинув в районі с. Кримське, внаслідок атаки ДРГ РФ.[30]
6. 26 серпня 2018, старший солдат Бережанський Олександр Сергійович; бої за Бахмутку
7. 26 серпня 2018, солдат Левченко Сергій Валерійович; бої за Бахмутку
8. 4 жовтня 2018, солдат Ятченко Олександр Олександрович[31]

## 2019
1. початок березня 2019, Бойко Віктор Володимирович[32]
2. 5 вересня 2019, солдат Ткачишин Михайло Володимирович[33]
3. 20 грудня 2019; молодший сержант Баранов Олександр Анатолійович[34]

## 2021
1. 9 січня 2021, солдат Остапович Іван Федорович[35].

## 2022
1. 22 лютого 2022, Слівка Ігор Іванович, сержант, бойовий медик, поблизу смт Новотроїцького на Донеччині[36].
2. 24 лютого 2022, НЕСТЕРОВ Сергій Миколайович, сержант, командир танку, Донецька обл., Волноваський р-н, село Старогнатівка (тіло не поховане).
3. 3 березня 2022, Матвієвський Костянтин Миколайович, ст.лейтенант, ком.БУАР, м. Волноваха
4. 6 березня 2022, Корнійчук Богдан Сергійович, лейтенант, заступник командира з морально-психологічного забезпечення третьої танкової роти, м. Сєвєродонецьк.
5. 6 березня 2022, Ткачук Олександр Іванович, солдат.
6. 11 березня 2022 - Плотніков Анатолій, розвідник, м. Волноваха
7. 11 березня 2022, Моргунов Роман («Платон»), військовий капелан, Волноваха[37]
8. 13 березня 2022 року, у зоні бойових дій на території п.п. Нікольське, Донецької області під час активних бойових дій від вогнепально-кульового поранення помер офіцер штабу 2 механізованого батальйону військової частини А0536 старший лейтенант ХОЛОДНЯКОВ Андрій Федорович
9. 25 березня 2022 року, Юрій Стифанищен. Загинув поблизу Волновахи Донецької області[38].
10. 3 квітня 2022, Герман Анатолій Леонідович, солдат, м. Сєвєродонецьк[39].
11. 15 квітня 2022, Яремейчук Любомир Васильович, військовослужбовець, Донецька область.
12. 8 травня; солдат Водоп'янов Артур Миколайович
13. 10 червня 2022, Кухар Євгеній, головний сержант, с. Романівка Донецької області[40].
14. 10 червня 2022, Шостопал Олег, хімік відділення радіаційного, хімічного, біологічного захисту роти радіаційного, хімічного, біологічного захисту, с. Романівка Донецької області[40].
15. 6 серпня 2022, Михайло Хорошавін. Загинув поблизу населеного пункту Вугледар Донецької області[41].
16. 9 серпня 2022, Денис Павлов, солдат. Загинув біля села Єгорівка, що на Донеччині. Виконуючи бойове завдання, потрапив під ворожий артилерійський обстріл та зазнав смертельних поранень[42].
17. 9 серпня 2022, Кочережко Андрій Анатолійович, молодший сержант. Помер від бойового поранення, якого зазнав 6 серпня 2022 року під Вугледаром[43].
18. 29 серпня 2022 року під час оборони позицій біля села Зайцевого Бахмутського району героїчно загинув сержант резерву Шейко Сергій Анатолійович 1979 р.н., уродженець села Роботине Токмацького району Запорізької області.
19. 6 вересня 2022 року помер уродженець м. Бахмут, старший лейтенант Олександр Володимирович Павленко. 22 серпня офіцер зазнав важких поранень під час виконання бойового завдання під Зайцевим на Донеччині. [44]
20. 6 жовтня 2022, Стельмах Дмитро Миколайович, молодший сержант 58 окремого стрілецького батальйону, с. Весела Долина (поблизу м. Бахмута) Донецької області.
21. 17 листопада 2022, Чижук Євген. Сержант-командир бойової машини 3 зенітного ракетного взводу зенітної ракетної батареї зенітного ракетного-артилерійського дивізіону. Був поранений поблизу населеного пункту Андріївка Бахмутського району Донецької області. Помер від отриманих ран в Дніпропетровському шпиталі[45].
22. 23 листопада 2022, Ніколаєв Віталій Володимирович, солдат-вогнеметник. Загинув під час артобстрілу міста Бахмут Донецької області[46].
23. 3 грудня 2022, Устименко Сергій, кухар. Помер внаслідок поранення, якого зазнав під Бахмутом.
24. 4 грудня 2022, Килюшик Віталій Юрійович, уродженець міста Вараш (до 2016 - Кузнецовськ) Рівненської області. Загинув внаслідок ворожого артилерійського обстрілу м. Бахмут.

## 2023
1. 22 лютого 2023 Земляк Володимир Петрович, командир бойової машини. Загинув поблизу Водяне Донецької області, потрапивши під ворожий артилерійський обстріл.
2. 1 березня 2023, молодший сержант Анісімов Олег Миколайович. Загинув п. Водяне Донецької області.
3. 3 березня 2023, Петрушевський Максим Миколайович. Загинув у районі Авдіївки.
4. 5 березня 2023, старший сержант Євгеній Ковальов («Кундиль»). Помер у шпиталі від важких поранень. У бою за місто Авдіївку на Донеччині потрапив під ворожий артилерійський обстріл. Травми виявилися занадто важкими[42].
5. 6 березня 2023, Паращін Владислав. Водій 2 відділення вогнеметного взводу. Загинув поблизу н.п. Водяне Донецької області внаслідок артилерійського обстрілу[45].
6. 9 березня 2023, старший солдат Ляхнович Олександр Володимирович
7. 10 березня 2023, солдат, механік-радіотелефоніст радіостанції інженерно-технічної роти Коваль Михайло Федорович. Героїчно загинув, під час масованого обстрілу поблизу Авдіївки Донецької області.
8. 24 березня 2024 - Куць Тарас Михайлович, 29 років. Солдат, номер обслуги 3-го механізованого взводу 1-ої механізованої роти 1-го механізованого батальйону. Загинув у Донецькій області[47].
9. 18 квітня 2023 Патяка Микола («Пан»). 42 роки, с. Борисівка Запорізької області. Загинув біля села Водяне [48].
10. 12 травня 2023, молодший лейтенант Олександр Волчук[49]
11. 16 червня 2023, солдат Пушняк Віталій Костянтинович. Помер у шпиталі від важких поранень, яких зазнав під час бойових дій поблизу населеного пункту Тоненьке, Донецької області.
12. 24 червня 2023, солдат Назаренко Сергій Сергійович. Під час виконання чергового завдання зазнав поранень несумісних із життям. Це сталося поблизу Новоукраїнки, що на Донеччині[50].
13. 4 липня 2023  - Тленюк Богдан Васильович, 37 років. Солдат, старший сапер-гранатометник 1-го інженерно-саперного відділення інженерно-саперного взводу 2-го механізованого батальйону. Загинув під час артилерійського обстрілу поблизу н.п. Водяне Донецької області[51].
14. 12 липня 2023, старший сержант Каюмов Олег Ахмедович. Загинув в с. Водяне, Донецька область.
15. 9 серпня 2023, Іванов Єгор Андріович. Загинув в районі Авдіївки.
16. 17 серпня 2023, Нявкевич Інна Віталіївна («Солдат Джейн») 15 серпня 2003, селище Летичів. Молодший сержант, оператор штабу. Загинула в районі Авдіївки [52][53].
17. 28 вересня 2023 — Гордієнко Олег. 34 роки, м. Харків. Загинув в районі села Водяне на Донеччині [54].
18. 1 листопада 2023, молодший лейтенант Скляренко Ростислав Володимирович. Загинув біля н.п. Водяне Донецької області.

## 2024
1. 23 січня 2024 року, Колодєзєв Єгор Геннадійович, зовнішній пілот (оператор) безпілотних літальних апаратів. Загинув поблизу н.п. Авдіївка Донецької області.
2. 20 лютого 2024 року, Катерина Шинкаренко, солдат, снайпер. Загинула при відході з Авдіївки.[55]
3. 8 березня 2024 року, Заболотний Андрій Васильович, солдат, стрілець-гранатометник. Загинув в районі села Тоненьке Покровського району Донецької області.
4. 1 квітня 2024 року, Андрій Романенко. Загинув поблизу Волновахи[56].
5. 23 липня 2024 року, Циганов Володимир Васильович, солдат, стрілець-гранатометник. Загинув у селищі Нью-Йорк Бахмутського району Донецької області.
6. 1 серпня 2024 Мартикян Віктор Юрійович. Молодший лейтенант, командир взводу.

## 2025
1. 10 червня 2025, Чищевий Олексій[57][58]
2. 23 липня 2025, Віталій Чураєв, 37 років.